# Cephaloleia luctuosa
Cephaloleia luctuosa is een keversoort uit de familie bladkevers (Chrysomelidae). De wetenschappelijke naam van de soort werd in 1844 gepubliceerd door Félix Édouard Guérin-Méneville.